# Турово (Серпуховский район)
Ту́рово — село в Серпуховском районе (ныне городской округ Серпухов) Московской области. Входит в состав Данковского сельского поселения — до 30.12.2018.

## География
Расположено в восточной части района, на левом берегу реки Лопасни в 3 км от впадения её в Оку. Связано автомобильными шоссе с Игумновым, Данками, Серпуховом и трассой М2 «Крым», с деревней Прилуки. Находится в 1 км на юго-восток от деревни Свиненки и в 2 км на юго-восток от села Игумново, в 3 км на северо-запад от деревни Прилуки. От границ Серпухова расположена на расстоянии 23 км.

## Население
| 2002 | 2006 | 2010 |
| ---- | ---- | ---- |
| 832  | ↘822 | ↘772 |

## История
На месте туровской усадьбы ранее располагался погост с деревянным храмом, являвшийся центром Туровского стана Каширского уезда. Рядом находилось крупное село, принадлежавшее царской семье. Первые упоминания о храме относятся к XVI веку.
С конца XVIII века Турово входило в состав Серпухововского уезда Московской губернии. Оно делилось на три части: арцыбашевскую, графскую и писаревскую, названных по имени владельцев.
В начале XIX века усадьбой владел гвардии капитан А. Д. Арцыбашев, отец декабриста Д. А. Арцыбашева. Когда началась Отечественная война 1812 года, помещики села дали своих крестьян в ополчение: Блохин Аким и его жена дали двух человек; Кучина Прасковья, жена майора — двух человек; Писарева Екатерина, жена прапорщика — 9 человек.
В 1848 году на средства генерала Писарева и прихожан была построена новая каменная церковь. В середине XIX века, как утверждает Д. Н. Свербеев в своих «Записках», Арцыбашев продал свою часть имения в селе Турово И. С. Аксакову. Другая часть оставалась у Писаревых, в 1852 году владельцем был поручик Александр Николаевич Писарев. В селе тогда было 70 крестьянских дворов и 585 человек жителей; в 1859 году в селе было уже 91 крестьянский двор, где проживал 937 человек.
С 1877 года Турово стало волостным селом Серпуховского уезда. В «Справочной книге Московской губернии за 1890 год» было указано: «В селе Турове находилось волостное управление, старостой которого был крестьянин Пётр Владимирович Володин, писарем — Павел Андреевич Яковлев. В церковно-приходской школе обучались 61 человек. Попечителем школы была Ольга Степановна Писарева, законоучителем — священник Пётр Иванович Некрасов, учителем был Николай Фёдорович Соколов».
В Турове в гостях бывали известные художники, литераторы, ученые; так в июле—августе 1903 года здесь были художник Игорь Эммануилович Грабарь и Николай Александрович Пыпин — сын историка А. Н. Пыпина. В июне 1906 года семью Писаревых в Турове посетили ученые—естествоиспытатели — доцент Киевского университета профессор В. Н. Хитрово, профессор А. Ф. Фролов и крупный исследователь тундры Д. Д. Руднев. Они изучали в окрестностях Турова и Никифорова участки крайне редких в Подмосковье степных растений с перистым ковылем и дикой вишней.
В советское время — центр Туровского сельского совета. В Гражданскую войну из Турова 36 человек добровольно вступили в Красную армию; на базе Туровской больницы был организован госпиталь и курсы санитаров. В 1918 году на базе помещичьих усадеб была создана коммуна, затем она преобразовалась в подсобное хозяйство Московского завода им. Войкова, которое просуществовало до 1952 года. В 1922 году в селе была открыта изба—читальня. В 1924 году была создана школа крестьянской молодежи (ШКМ), затем преобразованная в семилетнюю. В том же году было создано кооперативное товарищество.
В 1924 году Турово по-прежнему делилось на три части: Турово—Арцыбашево — 101 крестьянское хозяйство и 555 человек жителей, 227.3 десятины земли, 80 лошадей, 135 коров; Турово—Графское — 53 хозяйства, 284 жителя, 126 десятин земли, 41 лошадь, 77 коров; Турово—Писарево — 53 хозяйства, 324 жителя, 185 десятин земли, 46 лошадей, 76 коров. А всего в селе: 207 дворов, 1183 жителя, 538 десятин земли, 167 лошадей, 288 коров, безлошадных было 40 дворов. В марте 1930 года в Турове было организовано три колхоза: Труженик (Арцибашево), первым председателем которого был Степан Семёнович Акимов; Обновленный труд (Писарево), председателем был Яков Иванович Сорокин; колхоз имени 12 декабря (Графское), председатель Иван Иванович Каюков. В 1953 году произошло объединение трёх колхозов, а вскоре к нему примкнули маломощные колхозы деревень Прилуки, Свиненки, Барыбино, Никифорово, Зиброво. В 1959 году из укрупненных колхозов селений Бутурлино и Турово был создан совхоз Серпуховский, затем он разделился на Серпуховский для которого была построена центральная усадьба и Туровский с центром в селе Турово.
В конце 1930-х годов, в ещё не закрытой туровской церкви, венчался архитектор А. В. Ополовников.
В Великую Отечественную войну из села ушли на фронт 120 человек, погибло 70 человек.
В 1994—2006 годах — центр Туровского сельского округа. В ходе Муниципальной реформы 2006 года село было включено в состав Данковского сельского поселения.

## Инфраструктура
В селе расположены: средняя общеобразовательная школа, детский сад и сельская библиотека в составе Туровского Сельского социокультурного комплекса (ССКК), хореографический зал. Больница.

## Предприятия
Крупнейшим предприятием в Турове когда-то являлся ГП Овощеводческий совхоз «Туровский». В 2012 году предприятие прошло акционирование и теперь существует как ОАО «Туровский».

## Достопримечательности
- В Турове расположена усадьба Арцыбашевых XIX века — исторический памятник федерального и республиканского значения[11]. Комплекс усадьбы включает в себя: одноэтажный флигель с мезонином, украшенным полуциркульным окном с медальонами и треугольным фронтоном; старинный парк[12].
- Церковь Рождества Пресвятой Богородицы. Каменный храм представляет собой образец позднего классицизма. Построен в 1846 году на месте старой деревянной церкви XVI века за счёт средств помещика А. Н. Писарева. В 1877 году сооружена колокольня (автор проекта — архитектор Н. А. Зборжевский). В 1930 году закрыта, подверглась перестройке, венчания храма и колокольня уничтожены. В советское время использовалась в качестве сельского клуба. Возвращена православной церкви в 2000 году.[5][6]

Церковь была приписной зимней прихода Ильинской церкви, первые сведения о которой относятся к 1578 году, и была в свою очередь деревянной. При церкви действовала церковно-приходская школа, свечной завод, просфорная. Территория церкви была обнесена каменной оградой с коваными металлическими решетками. В 1930-е годы церковь была закрыта; богослужебная утварь, иконы разграблены, колокола с колокольни сброшены и разбиты. В неизменном виде церковь простояла до конца 1950-х годов. Лишь в годы хрущёвской «оттепели» были уничтожены завершение храма и колокольня (кроме первого яруса). Здание перестроено в клуб.
В 2000 году зарегистрирована православная община Богородице-Рождественского храма села Турово. В 2006 г. здание храма возвращено Русской Православной Церкви. В сентябре 2010 г. началось восстановление силами прихожан.
- В селе расположен памятный знак, посвященный переправе через Оку в 1380 году русского войска, следовавшего навстречу Мамаю к Куликову полю[13].
- Также в селе расположен обелиск памяти односельчан, погибших во время Великой Отечественной войны.

## Известные люди
В усадьбе Турово родился в 1805 году и жил декабрист Дмитрий Александрович Арцыбашев. 8 октября 1911 г. в селе Турово родился Акимов Дмитрий Тимофеевич, участник Гражданской войны в Испании (1936—1938). На туровском кладбище похоронена профессор Международной академии архитектуры Елена Александровна Ополовникова.